# Штифт

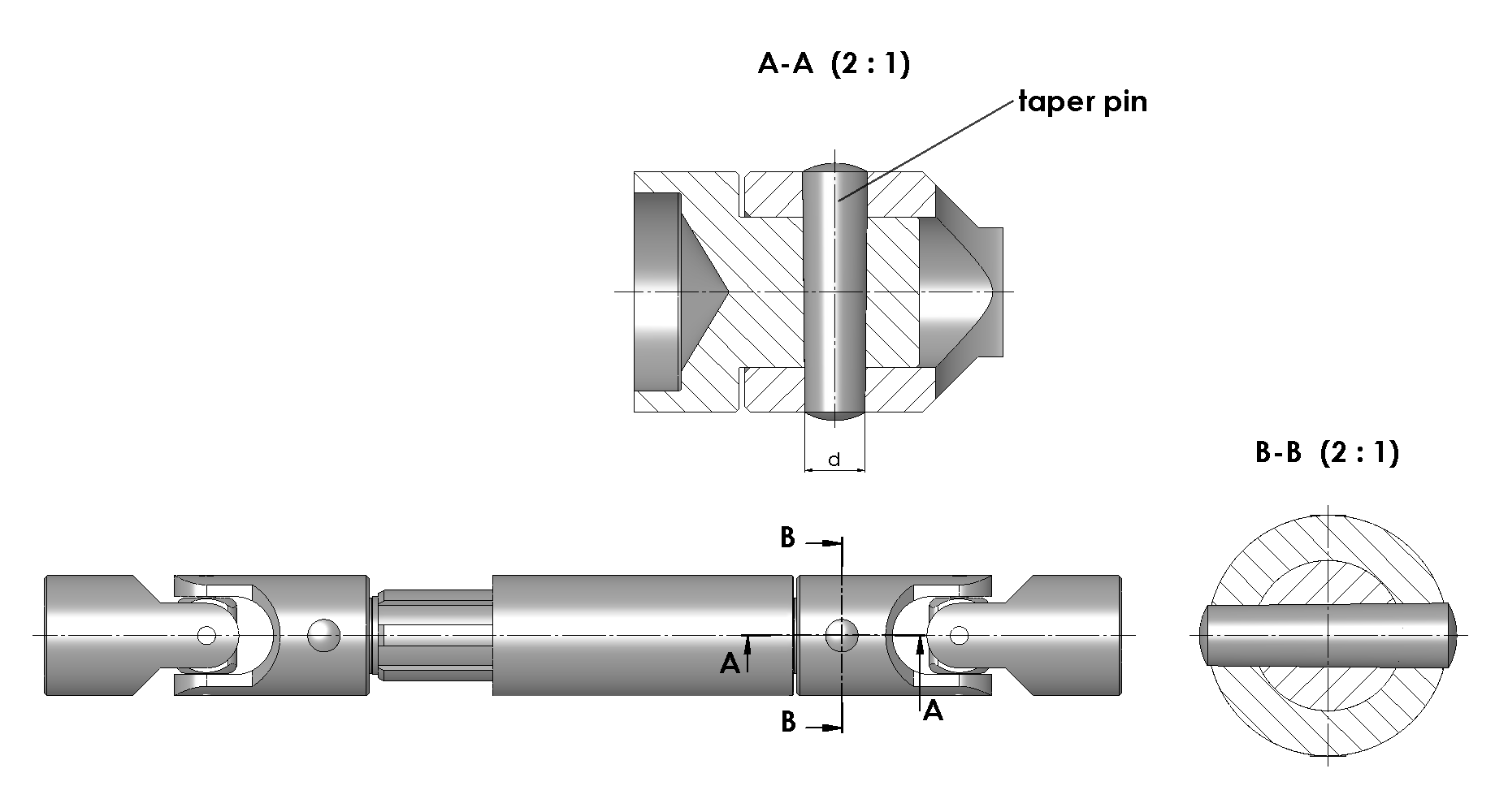
Штифтовое соединение

Штифт (от нем. Stift) — крепёжное изделие в виде цилиндрического или конического стержня, предназначенное для неподвижного соединения. Штифт плотно вставляется в отверстие, проходящее через обе детали, предотвращая их взаимное смещение.
Штифтовое соединение распространено в машиностроении, стоматологии. В столярном деле штифты называются шкантами.

## Машиностроительные штифты
Прежде чем установить штифт, детали, которые им будут соединяться, закрепляются в необходимом положении, в них просверливается и развёртывается отверстие, в которое вставляется штифт. При использовании конического штифта развёртывание отверстия производится специальной конической разверткой.
Для конических штифтов метрического стандарта принята конусность 1:50. В имперской системе машиностроительных мер в качестве стандартной принята конусность 1:48. Конический штифт надёжнее и точнее цилиндрического, так как может быть установлен внатяг вне зависимости от точности обработки деталей или их износа.

Виды штифтов
Цилиндрический
Зазубренный
Сцепляющий
Конический

## Штифты в стоматологии
В стоматологии штифты используются для удержания пломбы или коронки на корне или шейке зуба.